# لادیسلاف پتمیه‌شل
لادیسلاف پُتمیه‌شِل (چکی: Ladislav Potměšil؛ ‏ ۲ سپتامبر ۱۹۴۵ – ۱۲ ژوئیهٔ ۲۰۲۱) بازیگر اهل کشور جمهوری چک بود. وی بین سال‌های ۱۹۶۱ تا ۲۰۱۷ میلادی فعالیت می‌کرد.
از فیلم‌ها یا برنامه‌های تلویزیونی که وی در آن نقش داشته‌است، می‌توان به بندر، پان تاو، روزی روزگاری یک پلیس، رؤیاهای ممنوعه، و ساختمان پزشکان در باغ رز اشاره کرد.